# Raimbaut de Vaqueiras
Raimbaut de Vaqueiras (1165-1207) fou un trobador occità, originari de Vaqueiras a l'actual departament francès de la Valclusa. El seu pare es deia Peiror i hom deia que era boig.

## Biografia

### Els principis a la cort del príncep d'Aurenga
De ben jove, Raimbaut es va fer joglar i, després de 1182, va ser admès al costat de Guillaume des Baux, príncep d'Aurenja. En aquesta cort va aprendre l'art de trobar i l'ofici de les armes. En la vida s'informa d'aquests talents:
«Ben sabia chantar et far coblas e sirventes; e·l princes d'Aurenga li fetz gran ben e gran honor, e l'ennanset e·l fetz conoisser e pressiar a la bona gen ».

### Establiment a Montferrat

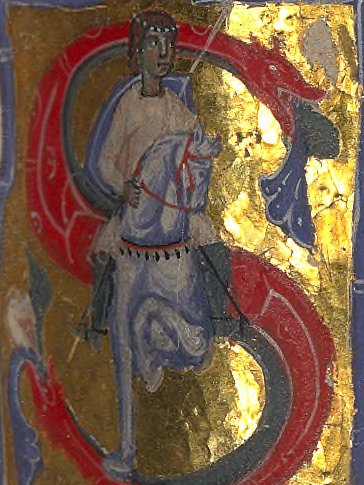
Raimbaut de Vaqueiras al cançoner K, BnF ms. 12473 fol. 60

Després de 1190, va deixar Provença per anar al nord d'Itàlia, primer va passar per Gènova i després va anar a Tortona on es va residir a la cort dels Malaspina.
A continuació va anar al Marquesat de Montferrat, al costat del marquès Bonifaci el 1192. Hoste privilegiat, va estar-se molt de temps en aquesta cort i va esdevenir un dels trobadors més importants. En la vida s'afirma que va créixer en les armes i en l'esperit.
El destí de Raimbaut va anar lligat al de Bonifaci de Montferrat: va combatre a la ciutat d'Asti, a la campanya de Sicília de 1194, va estar-se a la cort de Guillem IV de Forcalquier, el 1196, per retornar a Montferrat.
A Montferrat es va enamorar de Beatriu, germana del marquès i esposa d'Enric del Carret. Va compondre per a ella en diferents llengües.

### Beatriu, la dama de Raimbaut
La dama de Montferrat, que el trobador anomena Bel cavaller en els poemes és exagerada en totes les razos. En aquesta s'explica perquè Raimbaut li va posar aquest sobrenom: 
« Et per aiso l'apella[va] enaisi, qe a En Rambauts segi aital aventura, qe posiavezer ma dompna Biatrix qant el volia, sol q'ella fos en sa chambra, per un espiraill. Don neguns no°n s'apercebia ».
Fins que un dia, el trobador va veure pel forat com el marquès va entrar a la cambra de la seva germana. Ella va ajeure's al llit amb roba interior i va tancar els ulls. El marquès, llavors va deixar l'espasa al costat d'ella. Quan va sortir, Beatriu va agafar l'espasa com si fos un cavaller, la va treure de la beina i va fer diversos molinets. A continuació, Raimbaut li va posar aquest sobrenom.

### Poeta i croada

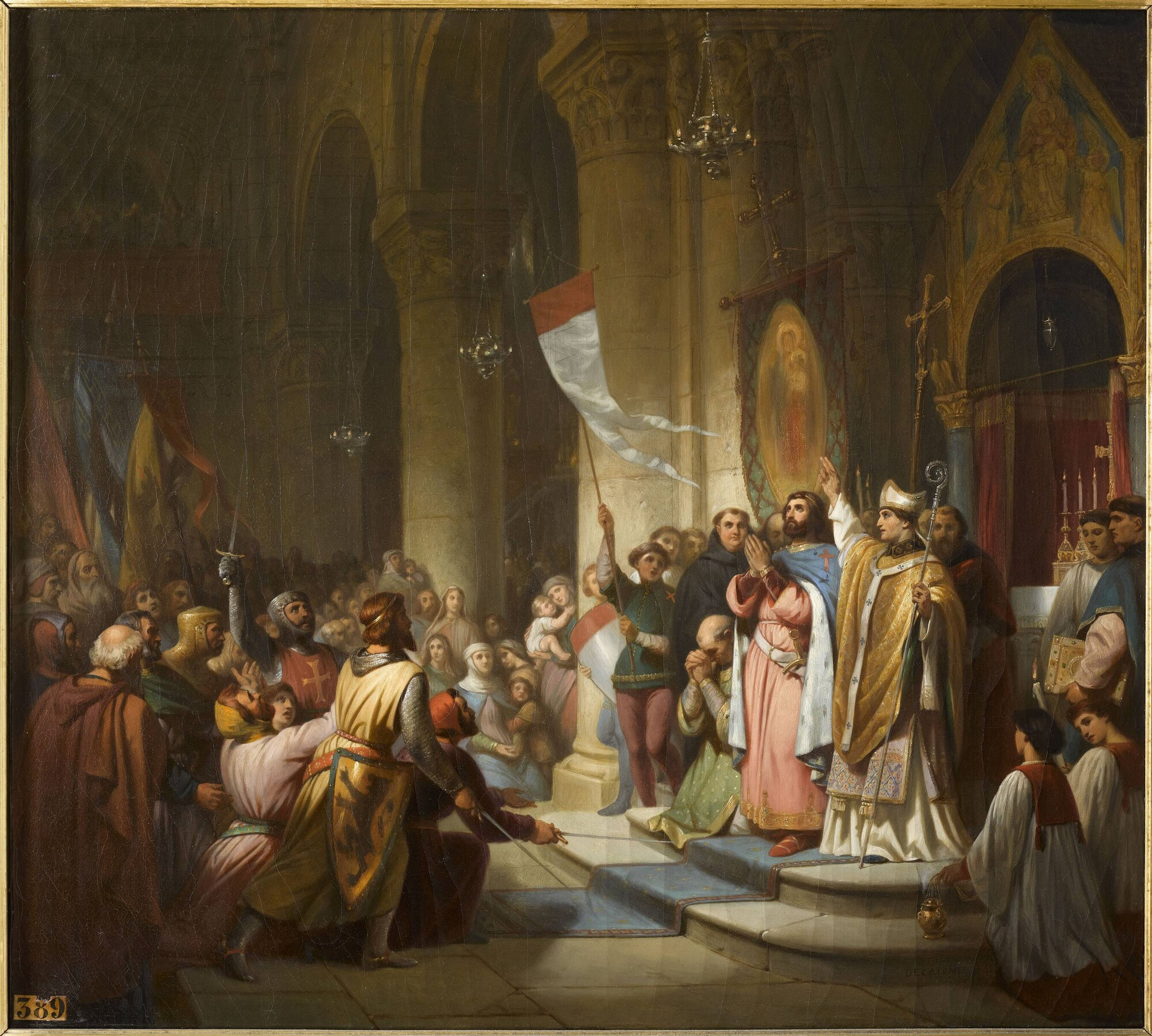
Bonifaci de Montferrat, cap de la IV croada

Esdevingut o tornat a l'ofici de soldat, Raimbaut va marxar cap a Romania per a la Quarta Croada en companyia del marquès Bonifaci de Montferrat, que en tenia el comandament. En la Lletra èpica només queda una font per a les gestes de Bonifaci i el primer any de croada a l'Imperi Llatí. Es diu que el marquès li va donar una finca important en el regne de Salònica. Aquesta epopeia va acabar el 1207 amb la batalla del Mont Rodop, al costat de Tessalònica, on els dos amics van perdre la vida.

## Obra poètica
Els estudis del doctor Linskill i de Jean B. Barbaro han reduït els poemes que s'atribueixen a Raimbaut i n'han deixat només quatre o cinc compostos a Provença i disset o divuit al nord d'Itàlia o a Orient. Es conserva la música de vuit de les seves composicions.
L'obra es divideix en tres grans períodes:

Abans de l'arribada a Montferrat i la coneixença de Beatriu:
És una època que correspon essencialment al període provençal. L'activitat poètica gira al voltant del tema dama, responeu als meus avenços o marxaré.

Cicle de Montferrat: 
Beatriu esdevé omnipresent en tots els poemes de Raimbaut. El tema central és He trobat la Dama, sóc el seu vassall i li restaré fidel.
Cicle de les croades: 
Raimbaut pren consciència que és un dels capitans més importants en les croades. Dos temes dominen aquests poemes, el consell i la tenacitat, però lluny de la dama que estima.

### L'inspirador de Petrarca

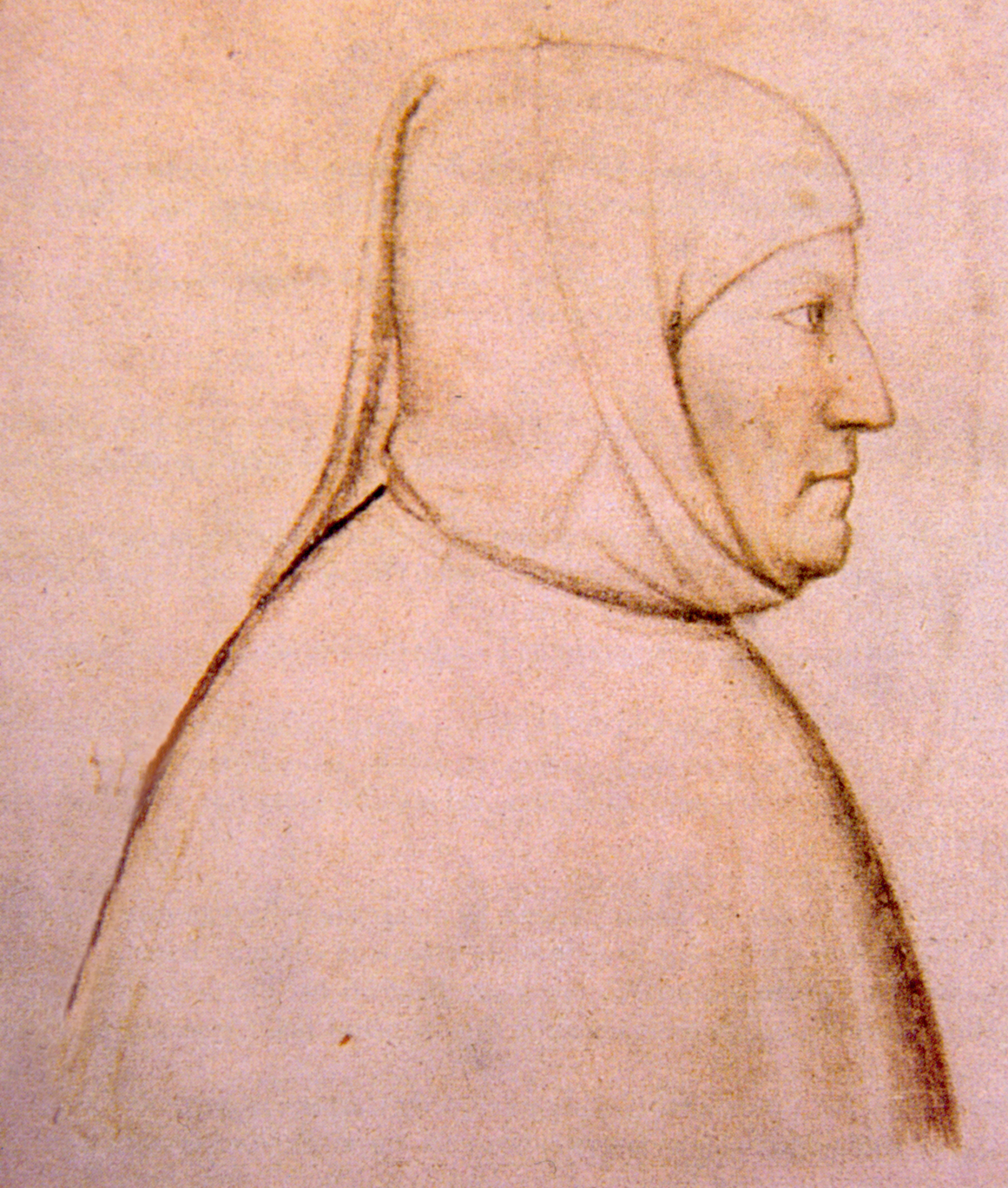
Francesco Petrarca

De la mateixa manera que la Divina Comèdia de Dante, l'Amorosa Visione de Boccaccio, la Bíblia o autors llatins com Virgili, Ovidi o Properci, el trobador provençal va influir Petrarca quan va redactar els Trionfi.
El Carros de Raimbaut era conegut per Petrarca i s'hi va inspirar. Però Corrado Belluomo Anello només pot constatar:
«Petrarca, com Raimbaut, descriu un combat sorollós, acarnissat però que no li manquen els colors i les traces realistes del trobador, que es va inspirar en els combats que va veure desenvolupar (i també que hi va prendre part) al voltant d'ell durant la llarga estada a Itàlia i ens presenta una transposició -pintoresca i plena de vida- d'elements ben reals.»

### ElCarrosoL'Amoroso carroccio
Aquesta obra de Raimbaut la va compondre el 1201 a Montferrat, és la més original i la més coneguda d'aquest trobador. Charles Rostaing el descrivia com un poema liricoèpic en el qual l'autor narrava una història imaginària sobre una guerra de dames. Les geloses venen sobre un carro del Piemont, la Llombardia, Romagna, Toscana, Ligúria i  Savoia. Aquestes dones venen cuirassades de pells de porc per tal d'afrontar les armes de la mà de Beatriu, que és la més bella.
És evident que la dama de Raimbaut és la vencedora i totes reconeixen la meravellosa bellesa de Beatriu. Carregat d'humor i de fantasia, aquesta peça recorda el poema Drogman senher de Pèire Vidal.

### Un esquema poètic nou
El Carros es presenta sota l'estructura d'una cançó amb nou cobles i dues tornades. Aquestes cobles singulars comprenen quinze versos seguits de les tornades que reprenen les rimes dels tres últims versos de la darrera cobla.
Charles Rostaing ha remarcat que aquest esquema, creat per Raimbaut, només serà seguit per un sol trobador, Albertet de Sisteron que va viure a Itàlia entre 1210 i 1221.